# شبكة الجزيرة الإعلامية
شبكة الجزيرة الإعلامية (بالإنجليزية: Al Jazeera Media Network)‏ هي شركة إعلام شرق أوسطية تملكها دولة قطر، بدأت بالقناة العربية الأم (قناة الجزيرة) عام 1996 التي حققت نجاحا عربيًا وعالميًا مكنها من توسيع دائرتها لتشمل قنوات، بينها الجزيرة الإنجليزية والوثائقية والجزيرة أميركا والجزيرة مباشر والجزيرة بلقان، إلى جانب مراكز متخصصة ومواقع إخبارية، في مقدمتها الجزيرة نت وهي الشركة الأم لمعظم وسائل الإعلام المحليّة في قطر، في البداية جُنِّدَ العديد من موظفيها من بي بي سي، ويرأس مجلس إدارتها الشيخ حمد بن ثامر آل ثاني.

## الإطلاق
أُطْلِّقَت قناة الجزيرة الفضائية الأصلية في 1 نوفمبر عام 1996، وكان أول بث للقناة في 1 نوفمبر 1996، وعرضت 6 ساعات من البرامج يوميًا، ليتزايد عدد ساعات البث إلى 12 ساعات قبل نهاية عام 1997. وقد بثت على الكابل، وكذلك من خلال الأقمار الصناعية (والتي كانت أيضا مجانًا للمستخدمين في العالم العربي). وفي 1 يناير 1999 بدأت قناة الجزيرة البث على مدار 24 ساعة، وفي تلك الفترة كان عدد الموظفين 500 موظف، وكان لها وكالات ومكاتب في عشرات المواقع في الاتحاد الأوروبي وروسيا، وقُدرت ميزانيتها السنوية بنحو 25 مليون دولار في ذلك الوقت.

## توسع الشبكة

### قناة الجزيرة
هي قناة تلفزية تابعة لشبكة الجزيرة الإعلامية مقرها في الدوحة عاصمة قطر، وفي البداية بدأت بوصفها قناة فضائية للأنباء العربية والأحداث الجارية، ومنذ ذلك الحين ومع نفس الاسم «الجزيرة» توسعت القناة لتصبح شبكة إعلامية دولية بعدد من المنافذ، منها شبكة الإنترنت وقنوات تلفازية متخصصة في لغات متعددة، في عدة مناطق من العالم.

### قناة الجزيرة الوثائقية
قناة ثقافية متخصصة في عرض الأفلام الوثائقية، هي الأولى من نوعها على مستوى العالم باللغة العربية، أُنشِئت وانطلقت في 1 يناير 2007، وأُطلِق الموقع الإلكتروني الخاص بها بعد عامين في 1 يناير 2009. تبث العديد من المواضيع الوثائقية بشكل منوع؛ حيث تمتلك الجزيرة واحدة من أكبر المكتبات الوثائقية المرئية على مستوى العالم، ولديها أكثر من 4000 موظفٍ من جميع أنحاء العالم يمثلون 70 جنسية مختلفة، ولها أكثر من 70 مكتبًا حول العالم.

### الجزيرة الإنجليزية

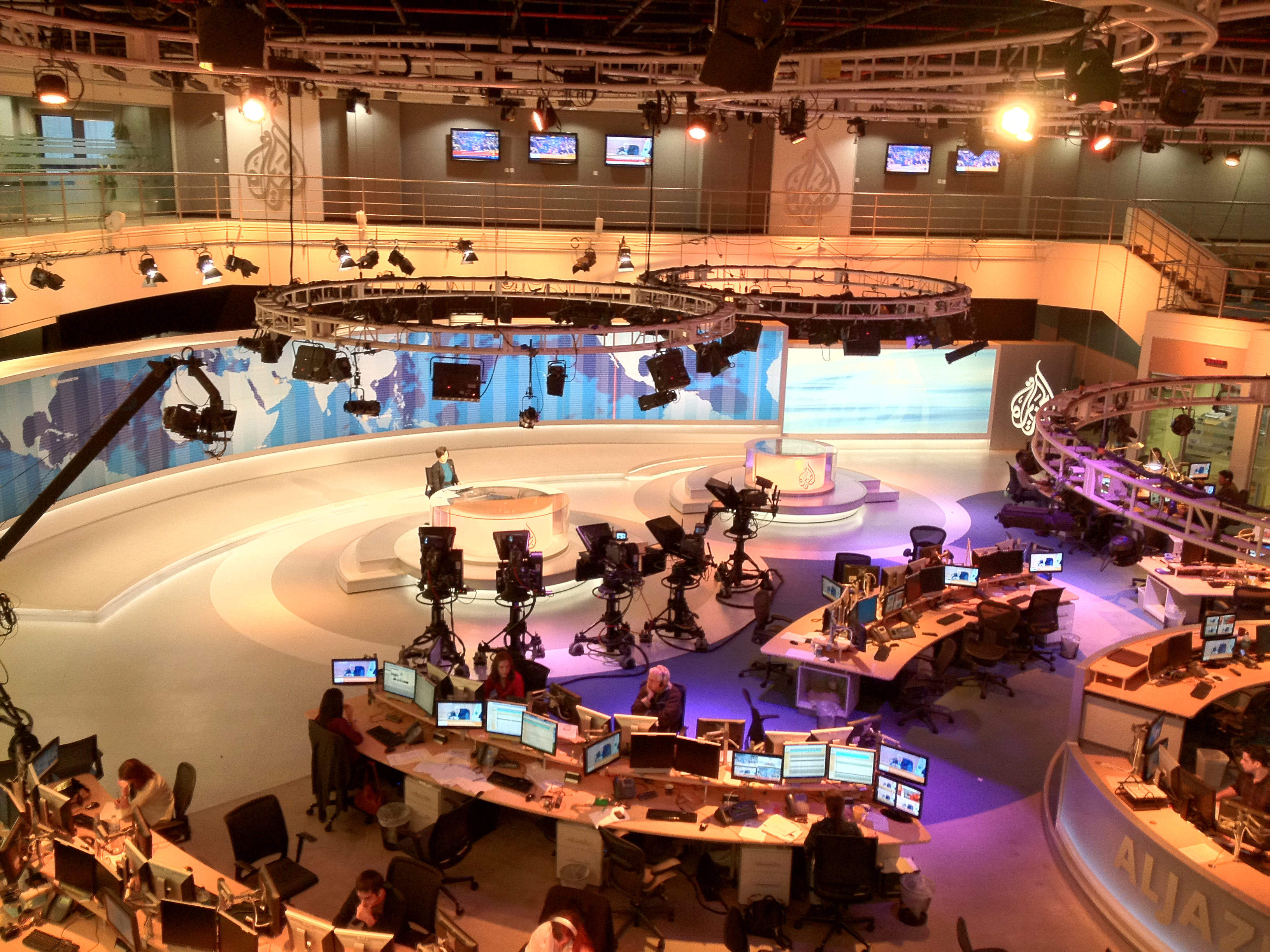
استديو الأخبار بقناة الجزيرة الإنجليزية

هي أول قناة إخبارية ناطقة باللغة الإنجليزية تبث من العالم العربي إلى جميع أنحاء العالم، تبث على مدار الساعة، وفازت بعدة جوائز دولية بفضل تحقيقات صحفية بثتها، انطلق بثها في الساعة الثانية عشرة ظهرًا بتوقيت غرينتش في 15 من نوفمبر/تشرين الثاني 2006، وخُطِطَ لأن تصل إلى أكثر من ثمانين مليون منزل حول العالم عبر الأقمار الصناعية ومحطات الكَبل. كما وصل بث القناة إلى المشتركين بخدمات أي بي تي في وخط اشتراك رقمي غير متماثل عبر شبكة الإنترنت، ويشاهدها حوالي مليار شخص عبر العالم. وقد سبق وفازت القناة بعدة جوائز من بينها الفوز بخمس ميداليات في مهرجان نيويورك الدولي للتلفزيون والأفلام المعروفة باسم RTS.

### الجزيرة مباشر
قناة ناطقة بالعربية تبث الأحداث مباشرة على مدار الساعة ثم إطلاقها في 14 أبريل 2005، وتهدف إلى التواصل مع متابعيها عبر مختلف مواقع التواصل الاجتماعي واتساب وتويتر وفيسبوك.

### الجزيرة بلقان

قناة الجزيرة البلقان استديو سراييفو

أُطلِقت في الحادي عشر من نوفمبر/تشرين الثاني 2011، وخُطِطَّ ليصل بثها إلى نحو 35 مليون منزل في منطقة البلقان عبر البث المجاني على الأقمار الصناعية وخدمات الكيبل. وعند إطلاقها اعتمدت القناة على أربعة استوديوهات في كل من العاصمة البوسنية سراييفو، والعاصمة الصربية بلغراد، والعاصمة المقدونية سكوبي، والعاصمة الكرواتية زغرب، كما اعتمدت في بدايتها على 15 مراسلًا في 11 بلدًا، إضافة إلى مراسلي قناتي الجزيرة العربية والإنجليزية الذين ترجمت تقاريرهم إلى اللغة المحلية.

### الجزيرة التركية
هي قناة إخبارية ناطقة باللغة التركية يقع مقرها بإسطنبول وتعد فرعًا من شبكة قنوات الجزيرة وهي منصة إلكترونية تتوافق مع تطلعات الجماهير الناطقة باللغة التركية، ثم تم إطلاق الموقع الإلكتروني الخاص بها في يناير 2014.

### الجزيرة أميركا
هي إحدى قنوات شبكة الجزيرة القطرية، دشنت القناة بثها في العشرين من أغسطس/آب 2013 ومقرها نيويورك، وكان لديها مكاتب في 12 مدينة بالولايات المتحدة، وهي خدمة إعلامية كانت متوفرة لنحو ستين مليون بيت أميركي، وحصلت على عدة جوائز بفضل تحقيقات صحفية بثتها، توقفت قناة الجزيرة أميركا عن البث في أبريل/نيسان 2016، وأعلنت شبكة الجزيرة الإعلامية من مقرها في الدوحة عن العمل على توسيع نطاق خدماتها الرقمية بتعزيز وجودها في الولايات المتحدة، وإطلاق منصات رقمية جديدة تواكب التطور المتسارع في اهتمامات متتبعي الأخبار عبر الوسائط الرقمية وأجهزة الهاتف الذكية والحواسيب اللوحية.

### الجزيرة للأطفال
مؤسسة إعلامية موجهة إلى الأطفال والأسر العربية في كل أنحاء العالم، تسعى إلى تقديم برامج رائدة ذات جودة عالية، وتحرص على تنمية مواهب الأطفال وتقوية مداركهم وغرس قيم الإبداع في نفوسهم، وهي في سبيل ذلك تقدم مبادرات متنوعة في صيغة مشاريع إعلامية وثقافية وتعليمية، تتكون من تلفزيون ج، وهو منصة إعلامية ترفيهية موجهة إلى الأطفال العرب من سبعة إلى 12 سنة وأسرهم كما تضم هذه المؤسسة الإعلامية قناة براعم التي تعد أول قناة عربية مفتوحة على الهواء وموجهة للأطفال في سن ما قبل المدرسة. وتضم القناة كورال سوار، وهو كورال أسسته قناة الجزيرة للأطفال يهدف إلى دعم الأطفال العرب الموهوبين عن طريق ضمهم إليه وتدريبهم على الغناء المحترف، كما تحتضن المؤسسة موقع (Taalam.TV)، وهو أول موقع فيديو تعليمي تحت الطلب في العالم العربي، ويعتبر سابقة في مجال استخدام تقنية الوسائط المتعددة لخدمة المعرفة، وقد سجلت أكثر من سبعمئة ألف مدرسة تنتمي إلى أكثر من ثلاثين بلدًا في العالم عضويتها في الموقع للاستفادة من خدماته.

### موقع الجزيرة نت

صورة شاشة موقع الجزيرة نت

موقع إخباري متنوع باللغتين العربية والإنجليزية، تأسس سنة 2001 في العاصمة القطرية الدوحة، ويقدم خدمة إخبارية تشمل الأخبار والتغطيات الخاصة والتفاعلات الحية والبث الحي لقناة الجزيرة، مستفيدًا من الخبرة التي اكتسبها في مجال الإعلام الإلكتروني. من الخدمات التي يعرضها الموقع موسوعة الجزيرة التي تعرف بالشخصيات والدول والمدن والمناطق والحركات والأحزاب والمفاهيم والمصطلحات السائدة في عالم الأخبار. وقد سبق وحصل الموقع على عدة جوائز من بينها الجائزة الأولى في فئة استخدام التقنية التكنولوجية العالمية من الأكاديمية العربية لجوائز الإنترنت في 2011، وجائزة الشيخ سالم العلي للمعلوماتية في الكويت في ديسمبر/كانون الأول 2014 لحصوله على المركز الأول بين المواقع الإخبارية الإلكترونية العربية والرابع بين أفضل خمسة مواقع إلكترونية اُخْتِيرَت، كما حصل على الموقع على الجائزة الأكاديمية العربية لجوائز الإنترنت «بان أراب» (Pan Arab Web Awards) عام 2013 بعد تصدره فئة المواقع الإلكترونية الإخبارية في المنطقة العربية، وتفوقه على أكثر من سبعمائة موقع إلكتروني، وفي يونيو 2010 حصل الموقع على جائزة أفضل المواقع الإلكترونية في المنطقة العربية، وأعلنت بالعاصمة العمانية مسقط، وحصل عام 2009 على جائزة أفضل موقع إستراتيجي للأخبار على الشبكة العنكبوتية في احتفال كبير نظمته الأكاديمية العربية لجوائز الإنترنت في الإمارات العربية المتحدة.

### مركز الجزيرة للدراسات
هو مركز أبحاث تابع لشبكة الجزيرة الإعلامية مقره الدوحة بقطر، وتأسس سنة 2006 وهو مؤسسة بحثية مستقلة تُعنَى بتعميق مقومات البحث العلمي وإشاعة المعرفة عبر وسائل الإعلام وتكنولوجيا الاتصال، والمساهمة في الارتقاء بمستوى المعرفة وإغناء المشهد الثقافي والإعلامي وإثراء التفكير الإستراتيجي في العالم العربي، ويُعنى بالدراسات السياسية والإستراتيجية. وصُنِفَ في 2014 سادس أحسن مركز بحثي في الشرق الأوسط من قبل مؤشر مراكز الأبحاث (Think Tank Index).

### مركز الجزيرة للتدريب والتطوير
مركز للتدريب والتطوير الإعلامي للمؤسسات والأفراد ببرامج احترافية، يقدم الخدمات الاستشارية وفقًا لأحدث المعايير العلمية والتقنية، ويغطي كافة مجالات العمل الإعلامي المرئي والمسموع والمطبوع والإلكتروني انطلق في 24 فبراير/شباط 2004 بالعاصمة القطرية الدوحة منذ إنشائه قام بعقد شراكات إستراتيجية قوية مع مؤسسات إعلامية وأكاديمية في الولايات المتحدة والمملكة المتحدة وفرنسا والمغرب من مدارس إعلامية مختلفة.

### منصةالجزيرة 360
هي منصة فيديو تحت الطلب أعلنت الشبكة عند تدشينها من خلال خبر  بثته على موقع الجزيرة نت في شهر مارس 2024 بمكتبة مرئية ضخمة.
تحتوي منصة "الجزيرة 360" على إنتاج أصيل ذي سمة فريدة خاص بالمنصة، بالإضافة إلى إرث قناة الجزيرة وأرشيف برامجها كاملا منذ التأسيس عام 1996، وجميع إنتاجات شبكة الجزيرة المرئية من مختلف منصاتها، لتصبح أول مكتبة مرئية ذات محتوى هادف، ومكونة مما يزيد على 50 ألف حلقة، ومتاحة للمشاهد العربي مجانا.

### مهرجان الجزيرة الدولي للأفلام التسجيلية

شعار مهرجان الجزيرة الدولي للأفلام.

ملتقى دولي سنوي يجمع صناع الأفلام والمبدعين حول العالم، ويعرض أفلامًا تسجيلية متنوعة تُعنَى بقضايا إنسانية واجتماعية واقتصادية وسياسية، ويقدم التشجيع والدعم للمواهب الشابة، تأسس سنة 2005 في العاصمة القطرية الدوحة ويديره عباس أرناؤوط.

### مركز الجزيرة للحريات العامة وحقوق الإنسان
هو فرع من فروع شبكة الجزيرة أطلق في الأول من نوفمبر/تشرين الثاني سنة 2008، بهدف تعزيز ثقافة حقوق الإنسان والحريات العامة في الدول العربية بشكل خاص، يرأسه الصحفي سامي الحاج، ومقره العاصمة القطرية الدوحة، ويهدف المركز إلى إشاعة احترام حقوق الإنسان والحريات العامة في العالم عامة، والمنطقة العربية خاصة، والمساهمة في توعية المجتمع في مجال حقوق الإنسان وتدريب وبناء قدرات إعلاميي الشبكة في مجال حقوق الإنسان والقانون الدولي الإنساني، إلى جانب الدفاع عن صحفيي شبكة الجزيرة والتضامن مع ضحايا انتهاكات حرية الصحافة في العالم، ونشر ثقافة حقوق الإنسان بين جمهور الشبكة، كما أطلق مركز الحريات العامة وحقوق الإنسان في ديسمبر/كانون الأول 2015 موقعا إلكترونيا عبارة عن منصة حقوقية إعلامية متخصصة في مجال حقوق الإنسان.

### منتدى الجزيرة
لقاء سنوي تنظمه شبكة الجزيرة الإعلامية، ويمثل أبرز فعالياتها العامة، ويعتبر إطارًا ثقافيًا فكريًا مستقلًا وغير متحيز.

### ميرماكس أفلام
ميرماكس أفلام هي شركة أمريكية تابعة لشبكة الجزيرة الإعلامية متخصصة في مجال صناعة الأفلام، تأسست سنة 1979 ويقع مقرها في مدينة نيويورك مُولت في بدايتها من قبل جهاز قطر للاستثمار.

### موسوعة الجزيرة
بدأت الموسوعة في 1 يناير 2015 التي تعرّف بالدول وأهم الشخصيات والهيئات والأحداث والمصطلحات السائدة في مجال الأخبار السياسية، ووصفت بأول خدمة إعلامية من نوعها وحجمها باللغة العربية. أُعْلِنْ عن إطلاق المشروع خلال حفل أقيم بمسرح مركز الجزيرة للتدريب والتطوير.

### الجزيرة بلس
الجزيرة بلس خدمة رقمية تقدمها شبكة الجزيرة الإعلامية، تسلط عبرها الضوء على الإنسان، وتمنح شريحة الشباب مساحة للحوار والنقاش، وتسعى هذه الخدمة إلى تقديم منبر لمن لا منبر له عبر منظور مختلف للأحداث الراهنة. ويتركز هدف الجزيرة بلس على الالتقاء بجمهورها عبر كافة المنصات الرقمية عبر تقديم مادة صحفية تناسب طبيعة تلك المنصات الاجتماعية بما فيها فيسبوك وتويتر ويوتيوب وإنستغرام وتطبيق الجزيرة بلس على الجوال. وحققت فيديوهات الجزيرة بلس على كافة منصات التواصل الاجتماعي أكثر من مليار مشاهدة منذ انطلاقها في سبتمبر/أيلول 2014 وحتى أكتوبر/تشرين الأول 2015.

### الجزيرة الرياضية
هي قناة تم إنشاءها من قبل شبكة الجزيرة في 5 أغسطس 2003، وبدأ البث التجريبي في 30 أغسطس 2003 من نفس الشهر والسنة، حيث اقتصر البث على مباريات الدوري الإسباني يومي السبت والأحد فقط من كل أسبوع. وكان يوم السبت 1 نوفمبر 2003 تاريخ بداية البث الرسمي ثم تحولت إلى مجموعة من القنوات في 27 أغسطس 2005، في إطار توسيع شبكة الجزيرة قامت في 1 يناير 2014 بغيير اسمها ليصبح بي إن سبورت وتصبح في جعبتها باقة من القنوات المشّفرة والتي بلغ عددها 17 قناة حالياً تحت شبكة بي إن الإعلامية.

### مدونات الجزيرة
تم إطلاق مدونات الجزيرة بتاريخ 8 أغسطس 2016، حيث أن التدوين انتشر في أوساط الشباب العربي وتهدف الجزيرة منها فتح مساحات جديدة أمام تفاعلات الشباب، وإيمانًا منها بالتحولات الحاصلة في بيئة الإعلام والاتصال، حيث يصبح الجمهور صانعا أصيلا للرأي. انطلق الموقع بـ 100 تدوينة نُشِّرَت تباعاً مع ارتفاع عدد المتابعين لصفحة مدونات الجزيرة على فيسبوك قبل انطلاق الموقع بوصوله إلى 40 ألف متابع. ويتنوع التدوين عبر المدونات من التدوين المقالي إلى التدوينات القصيرة التي تصل إلى 250 حرف، إلى التدوين المرئي عبر فيديو يصل إلى 60 ثانية.

### ميدان الجزيرة
أطلق موقع ميدان عام 2017 في سياق توسع شبكة الجزيرة الإعلامية بهدف الوصول إلى مساحات أكبر من فئة الشباب، ومواكبة التحولات التي تحدث في العملية الإعلامية بعد دخول مواقع التواصل بوصفها تجمعا جماهيريا وشبابيا كبيرا. وتسعى الجزيرة من خلال موقع ميدان لتعزيز مساحات أكبر لأشكال الصحافة الشبابية، التي تولي الأولوية لمعالجة اهتمامات الشباب الاجتماعية والاقتصادية والسياسية والتعليمية.

## الشركات التابعة
الجزيرة شبكة إعلامية تعمل على عدد من القنوات المتخصصة بالإضافة إلى قناة الجزيرة الأصلية الإخبارية، وبعض المشاريع الأخرى وهي على الشكل التالي:
| القناة                | الوصف                                                                                                 | تاريخ الإنطلاق | مقر البث         | الموقع                   |
| --------------------- | --- | -------------- | ---------------- | ------------------------ |
| الجزيرة               | قناة إخبارية دولية باللغة العربية تبث 24 ساعة                                                         | نوفمبر 1996    | قطر              | aljazeera.net/channel    |
| الجزيرة الإنجليزية    | قناة إخبارية دولية ناطقة باللغة الإنجليزية تبث 24 ساعة                                                | 2006           | الولايات المتحدة | aljazeera.com            |
| الجزيرة بلقان         | نسخة من قناة الجزيرة في البوسنة متمركزة في سراييفو                                                    | 2011           | البوسنة والهرسك  | balkans.aljazeera.com    |
| الجزيرة مباشر         | قناة ناطقة بالعربية تبث المؤتمرات واللقاءات في الوقت الحقيقي دون تحرير أو التعليق                     | 2005           | قطر              | mubasher.aljazeera.net   |
| الجزيرة للأطفال       | قناة عربية تخص الأطفال                                                                                | 2005           | قطر              | jcctv.net                |
| تلفزيون ج             | قناة عربية تخص الأطفال                                                                                | 2013           | قطر              | jeemtv.net               |
| قناة براعم للأطفال    | قناة تلفزيون ناطقة بالعربية تخص أطفال مرحلة ما قبل المدرسة                                            | 2009           | قطر              | baraem.tv                |
| الجزيرة الوثائقية     | قناة خاصة بالأفلام الوثائقية العربية                                                                  | 2007           | قطر              | doc.aljazeera.net        |
| الجزيرة التركية       | قناة ناطقة بالتركية أُنْشِّئَت سنة 2014                                                                    | 2014           | تركيا            | aljazeera.com.tr         |
| المشاريع الأخرى       | وصف                                                                                                   | عام            | المقر            | الموقع الرسمي            |
| مركز الجزيرة للتدريب  | مركز للتدريب الإعلامي والصحفي باللغة العربية                                                          | 2004           | قطر              | training.aljazeera.net   |
| مركز الجزيرة للدراسات | مؤسسة بحثية تقدم أبحاثًا وتحليلات في عمق الشؤون الراهنة على المستويين الإقليمي والعالمي                | 2006           | قطر              | studies.aljazeera.net/en |
| الجزيرة بلس           | هي قناة إخبارية على الإنترنت تشجع على التفكير بين مختلف الثقافات، ومقرها في سان فرانسيسكو، كاليفورنيا | 2014           | الولايات المتحدة | ajplus.net               |
| القنوات الموقوفة      | أسباب الإيقاف                                                                                         | الفترة الزمنية | مقر البث         | الموقع الرسمي            |
| الجزيرة مباشر مصر     | أوقفت بطلب وضغط سعودي من أجل الأستقرار بعد انقلاب 2013 في مصر                                         | 2011           | مصر              | الموقع الرسمي            |

## علاقتها بمنظمات الأمم المتحدة
قامت شبكة الجزيرة الإعلامية بعقد شراكات هامة ومذكرات تفاهم مع عدد من منظمات الأمم المتحدة بجنيف مثل منظمة الأمم المتحدة للتربية والثقافة والعلوم (يونسكو) والمفوضية السامية لشؤون اللأجئين ومنظمة الهلال و (الصليب الأحمر الدولي) ومركز الأمم المتحدة للتدريب والبحوث، وتهدف هذه الشراكة إلى مواصلة الجهود في ترقية العمل الإعلامي والتعاون المشترك مع المنظمات الدولية. وفي 12 يوليو/تموز 2016 اختارت الأمم المتحدة شبكة الجزيرة الإعلامية حصريًا، لإدارة وبث أول مناظرة بين عشرة من المرشحين لمنصب الأمين العام للمنظمة الدولية، وتبث الجزيرة هذه المناظرة - بصفتها الشريك الإعلامي الذي اختارته منظمة الأمم المتحدة - على منصاتها الرقمية وصفحات قنواتها على مواقع التواصل الاجتماعي، بما فيها قنوات الجزيرة الإنجليزية والإخبارية والبلقان والجزيرة مباشر. كما تبث المناظرة مباشرة على صفحة الجزيرة الإنجليزية على موقع يوتيوب، وعبر خدمة فيسبوك للبث الحي، كما تمنح الجزيرة إمكانية نقل المناظرة حية عبر تلفزيون الأمم المتحدة، والمحطات والفضائيات الأخرى الراغبة في بثها في مختلف أنحاء العالم. وأطلق موقع الجزيرة الإنجليزية صفحة إلكترونية خاصة بالمناظرة، تعرض مقالات رأي وتحليلات تتناول الحدث، وتتيح للمتصفحين التفاعل وطرح أسئلتهم وتعليقاتهم بالتزامن مع بث المناظرة التلفزيونية، كما تنشر على الصفحة مقاطع فيديو وصورًا ينقلها صحفيو الجزيرة من عين المكان.

## جوائز
حصدت شبكة الجزيرة الإعلامية منذ إطلاقها على مجموعة من الجوائز من منظمات عالمية، منها أربع جوائز من بروماكس بي دي أي، المؤسسة الرائدة في مجال جوائز التسويق التلفزيوني والترويج والتصميم الفني. وقد حصل برنامج ليسينينغ بوست لقناة الجزيرة الإنجليزية على الجائزة الذهبية عن فئة الإخراج الفني والتصميم، وذلك في باقة ترويج البرامج الإخبارية. كما حصل الإعلان الترويجي «سوريا.. مأساة القرن» لقناة الجزيرة الإخبارية على الجائزة البرونزية عن فئة إعلانات البرامج الإخبارية المعلوماتية. أما قناة الجزيرة للأطفال فحظيت بالجائزة البرونزية عن فئة الإخراج الفني والتصميم، وتحديدًا في الحملات الخارجية، وذلك لصالح برنامج «كأس جيم». وذهبت الجائزة البرونزية عن فئة الإعلانات أو الحملات الخاصة بالتقارير الإخبارية أو برامج الفعاليات إلى قناة الجزيرة أميركا، عن إعلانها الترويجي الخاص بحملة إطلاق سراح موظفي الجزيرة، كما حصلت على خمس جوائز بينها أربع جوائز فضية وجائزة برونزية من جوائز مهرجان دبي لينكس المتخصص في مجال التسويق والإعلام عن الحملة التسويقية التي أطلقتها قناة الجزيرة الإخبارية تحت شعار «نحن الجزيرة»، عن فئات مختلفة شملت التصوير السينمائي، والصوت، والتصوير الإعلاني، والإخراج. وقد سبق وفازت شبكة الجزيرة الإعلامية بجائزة باس الفضية في فئة التصميم الإبداعي للبرامج التلفزيونية، عن السلسلة الوثائقية «البحث عن روسيا بوتين» التي عرضت في أربع حلقات على قناة الجزيرة الإنجليزية، وفي مارس 2015 فازت شبكة الجزيرة، بأربعة جوائز في القمة الإعلامية العالمية، التي اختتمت بالعاصمة الصينية بكين، وشارك فيها نحو 1400 عمل من 450 مؤسسة إعلامية عبر العالم. كما سبق للشبكة الجزيرة أن فازت بـ 11 جائزة ذهبية وست جوائز فضية وبرونزيتين، في «مهرجان نيويورك الدولي للتلفزيون» الذي نالت فيه القناة الإخبارية جائزة الأمم المتحدة الشرفية عن السلسلة الوثائقية التفاعلية «حياة مع وقف التنفيذ»، وفازت كذلك بميدالية مقدمة من مكتب الأمم المتحدة للمعلومات (UNDPI)، بالإضافة إلى الجائزة الذهبية لمهرجان نيويورك عن فئة الأخبار على الإنترنت.

## العاملون

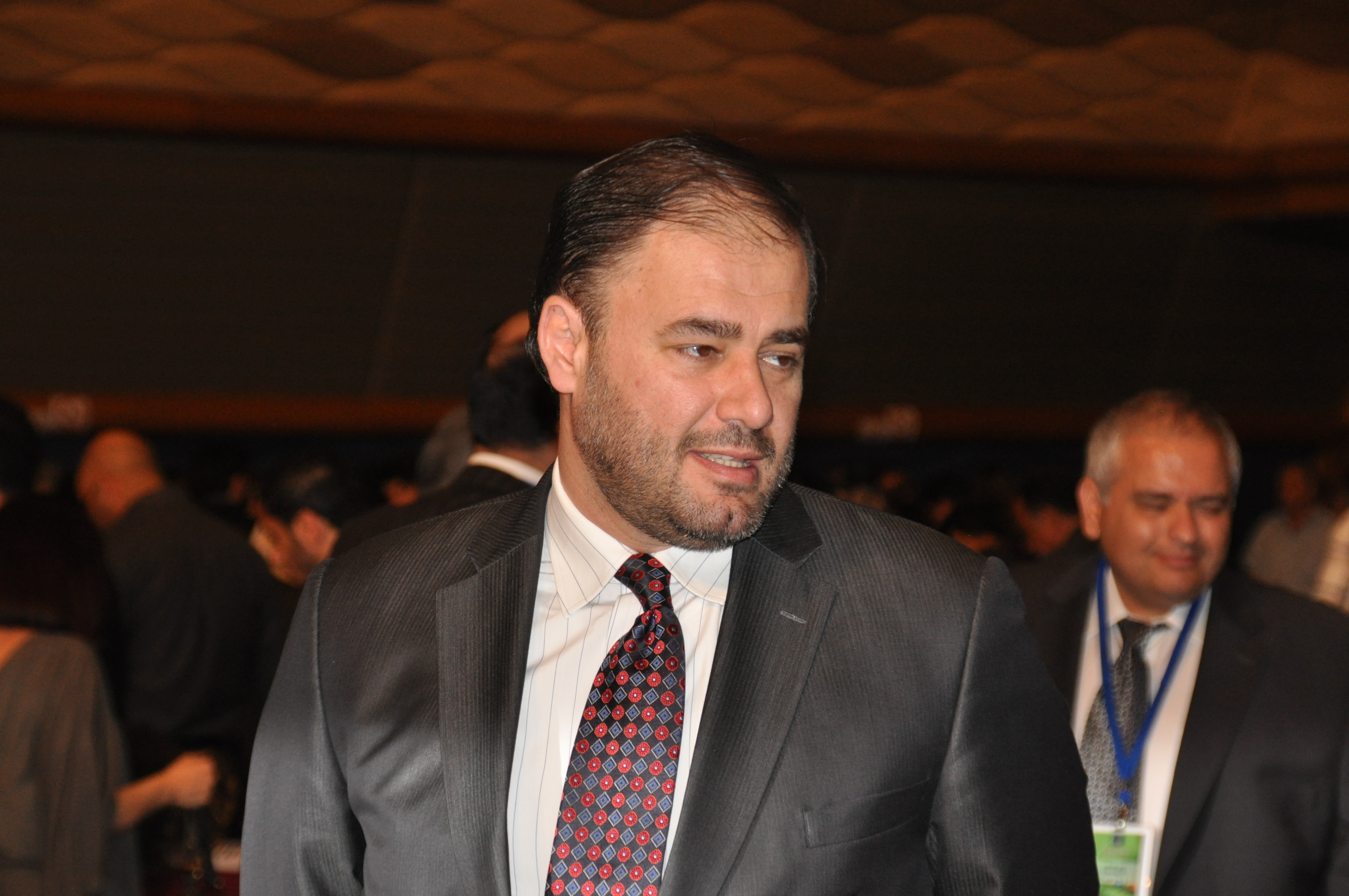
وضاح خنفر المدير العام السابق لشبكة الجزيرة

- رئيس مجلس إلإدارة: حمد بن ثامر آل ثاني.[84]
- المدير العام لشبكة الجزيرة: أحمد بن جاسم بن محمد، سبقه (وضاح خنفر).[85]
- رئيس تحرير موقع الجزيرة.نت: أحمد الشيخ.[86]
- مدير قناة الجزيرة: أحمد سالم السقطري.[87]

## انتقادات
بالرغم من تمتع شبكة الجزيرة بقاعدة جماهيرية عريضة في مجموعة من الدول من بينها منطقة الشرق الأوسط، وشمال إفريقيا، وتركيا، فقد تعرضت المؤسسة الإعلامية، والقناة العربية الأصلية قناة الجزيرة على وجه الخصوص، لانتقادات وتورطت في العديد من الجدال. فقد سبق وصرح رئيس القيادة الوسطى الأميركية جون ابي زيد: «إن ما يلفت انتباهي هو تواجد مراسلي الجزيرة في موقع الجريمة والمتزامن مع ظهور أي رهينة أو أي مشكلة هناك، لذلك لم يكونوا صادقين ولا دقيقين»، أما كولن باول وزير الخارجية الأميركي السابق فقد قال: «إن تغطية الجزيرة تؤثر على العلاقة بين الولايات المتحدة وقطر»، كما قال وزير الخارجية البريطاني جاك سترو أن بريطانيا لا تتفق مع السياسة التحريرية للجزيرة، لكن هذا ما يسمى بالديمقراطية والحرية.
وفي 7 أغسطس 2004، أغلقت حكومة علاوي العراقية مكتب الجزيرة في العراق، واتهمتها بمخالفة الضوابط الحكومية الصادرة في 2014 لتنظيم وسائل الإعلام في زمن الحرب على الإرهاب، كما تشهد قناة الجزيرة مجموعة من الانتقادات من طرف المجتمع الإسرائيلي فقد طالب مستشرق يهودي حكومة تل أبيب بطرد قناة الجزيرة وإغلاق مكاتبها التي تعمل من داخل إسرائيل نظرًا لموقف القناة وأجندتها «المعادية» لإسرائيل، وقد سبق وحملت شبكة الجزيرة السلطات الإسرائيلية مسؤولية سلامة طاقمها في غزة بعد حادث إطلاق الرصاص الذي تعرض له المكتب، وهو الحادث الذي أكده الجيش الإسرائيلي، مما أدى إلى إخلاء المكتب من العاملين فيه، واعتبرت الجزيرة أن تصريحات وزير الخارجية الإسرائيلي أفيغدور ليبرمان التي دعا فيها إلى وقف عمل القناة في إسرائيل هي «تحريض مباشر».

## تحديث المحتوى
وفي 1 نوفمبر 2016 أطلت الشبكة على مشاهديها بحلة ومحتوى جديدين، ضمن تغيير فني وتقني شامل يتزامن مع احتفال القناة الأم بمرور عقدين على إطلاقها. ويأتي إطلاق الشكل الجديد للقناة ضمن سعي شبكة الجزيرة لإثراء المحتوى التلفزيوني العربي، وإضفاء مساحة من التنوع على شاشة قنواتها. وقد صممت الأستديوهات الجديدة بشكل يتوافق مع الهوية البصرية للشبكة، وضمن تغيير شامل في شكل الشاشة وألوانها، لتواكب التطور المتسارع في تقنيات البث التلفزيوني، وتمنح المشاهد تجربة بصرية فريدة.
استعانت شبكة الجزيرة بخبرات مخرجين عالميين، واعتمدت تقنيات متطورة، من أهمها تقنية الواقع المدمج ثلاثي الأبعاد، التي تتيح للمذيع التفاعل مع البث الحي بأسلوب مبسط. كما جُهِّزَت الأستوديوهات بأنظمة اضاءة تلفزيونية حديثة، وكاميرات التصوير ذاتية التوجيه. وصممت غرفة لتكون جزءًا من الصورة التي يراها المشاهد في النشرات والفقرات الإخبارية اليومية.

## معرض صور

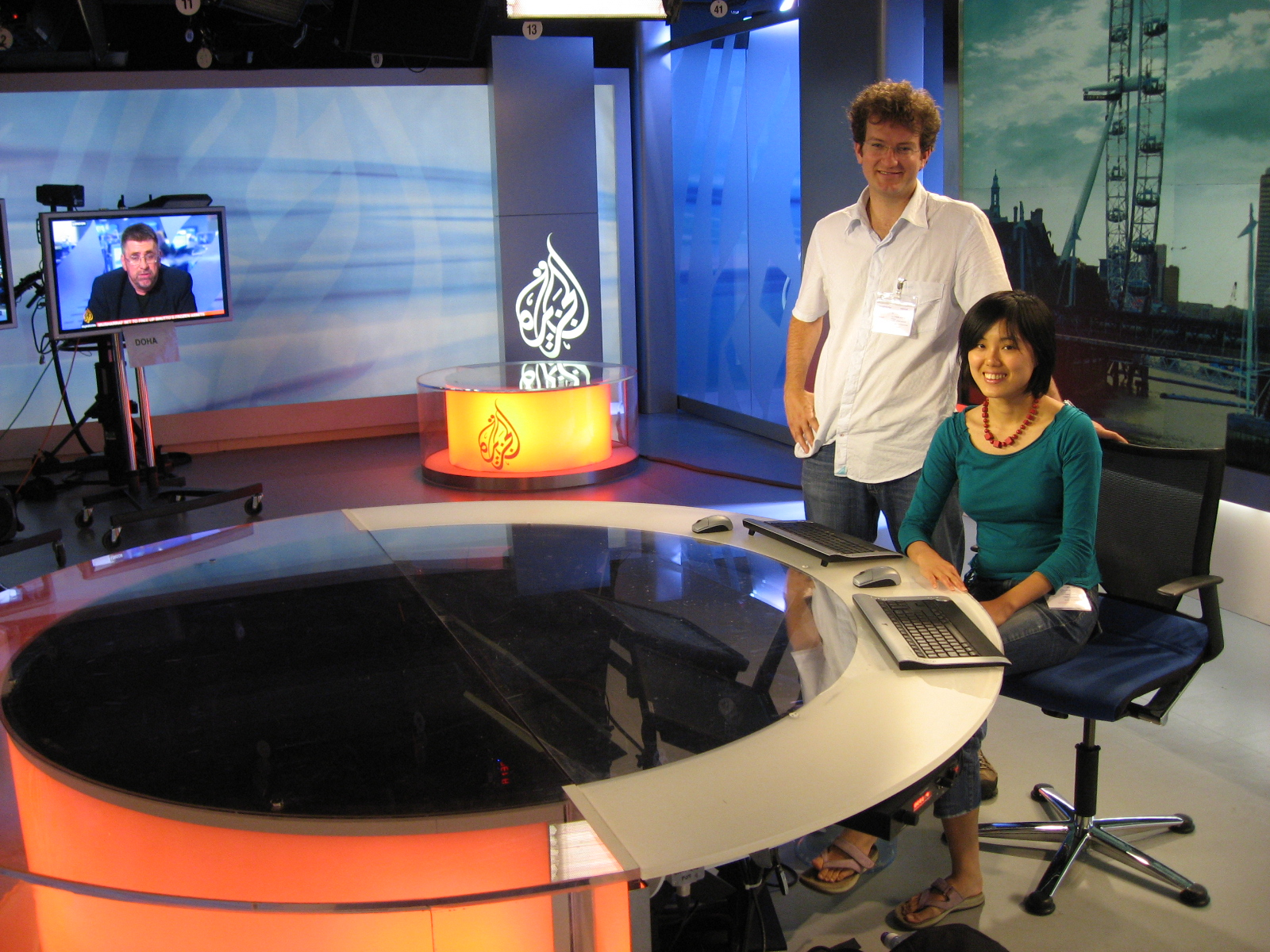
استوديو الجزيرة لندن
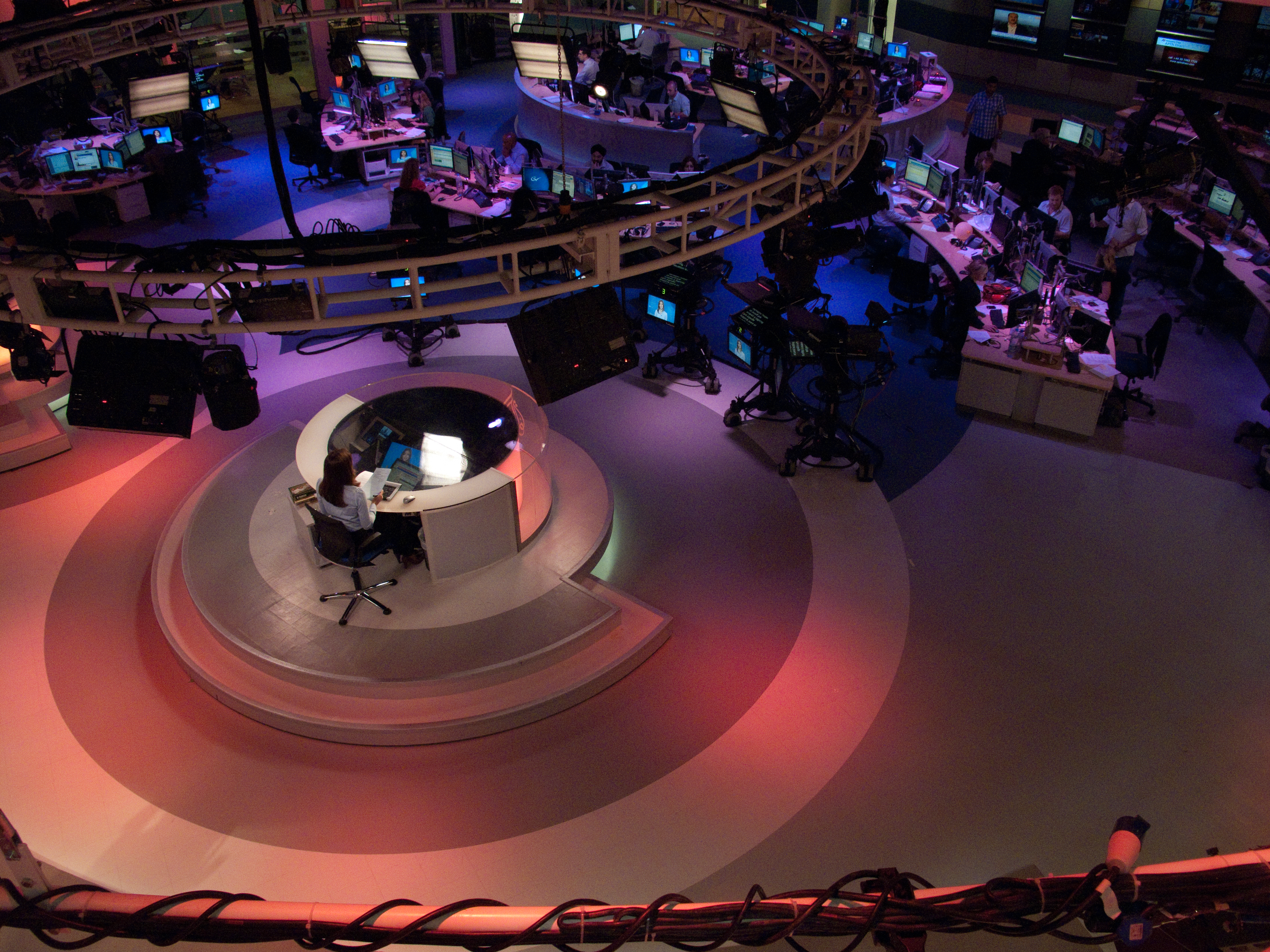
استوديو الجزيرة الإنجليزية
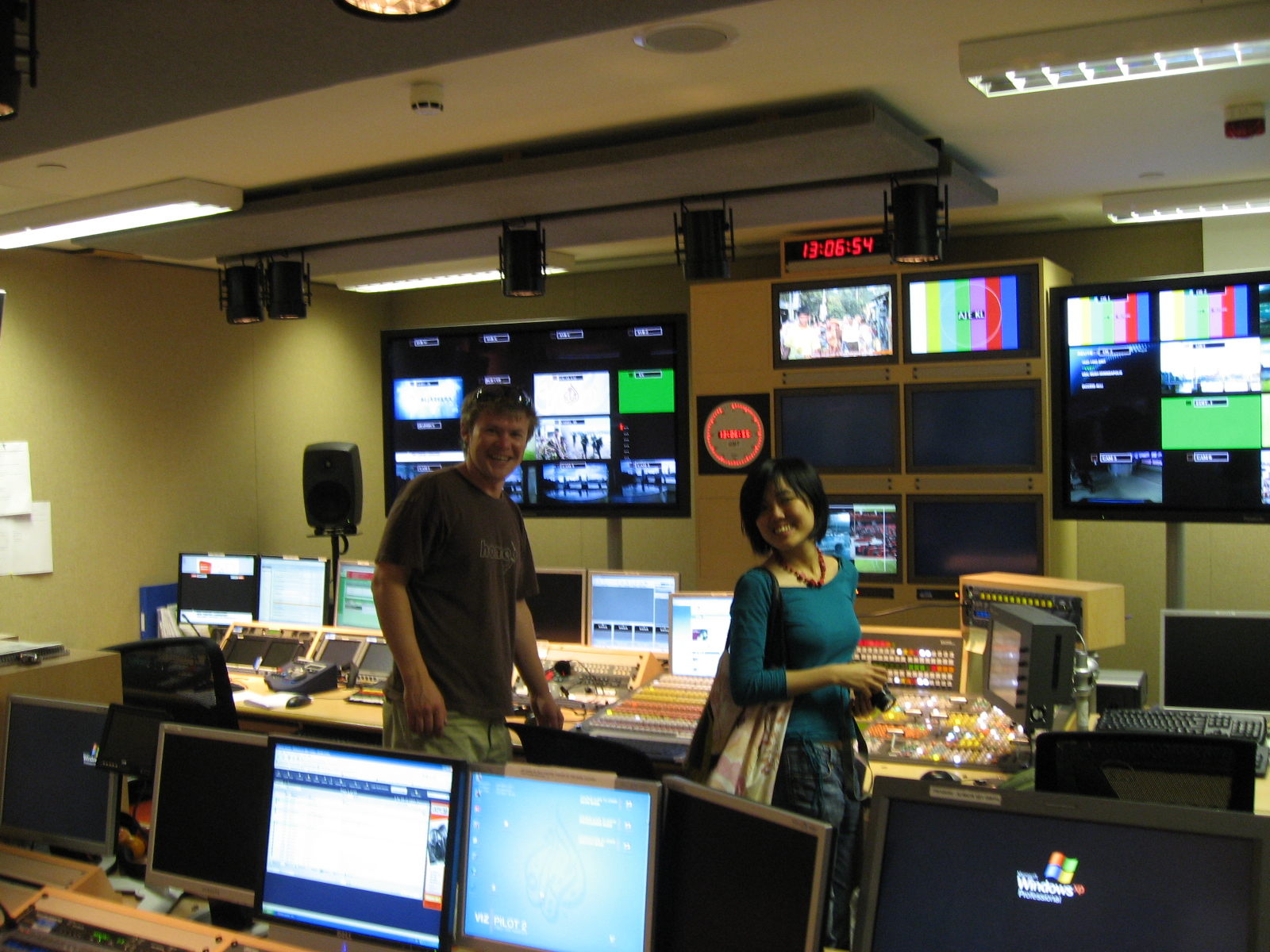
غرفة التحكم باستوديو الجزيرة لندن
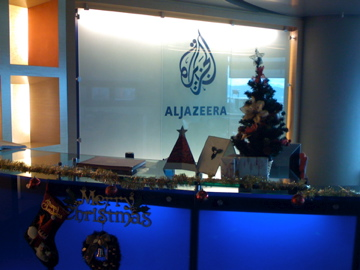
مكتب الجزيرة في كوالالمبور
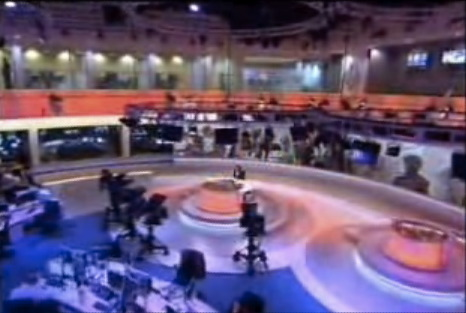
غرفة أخبار قناة الجزيرة الإنجليزية
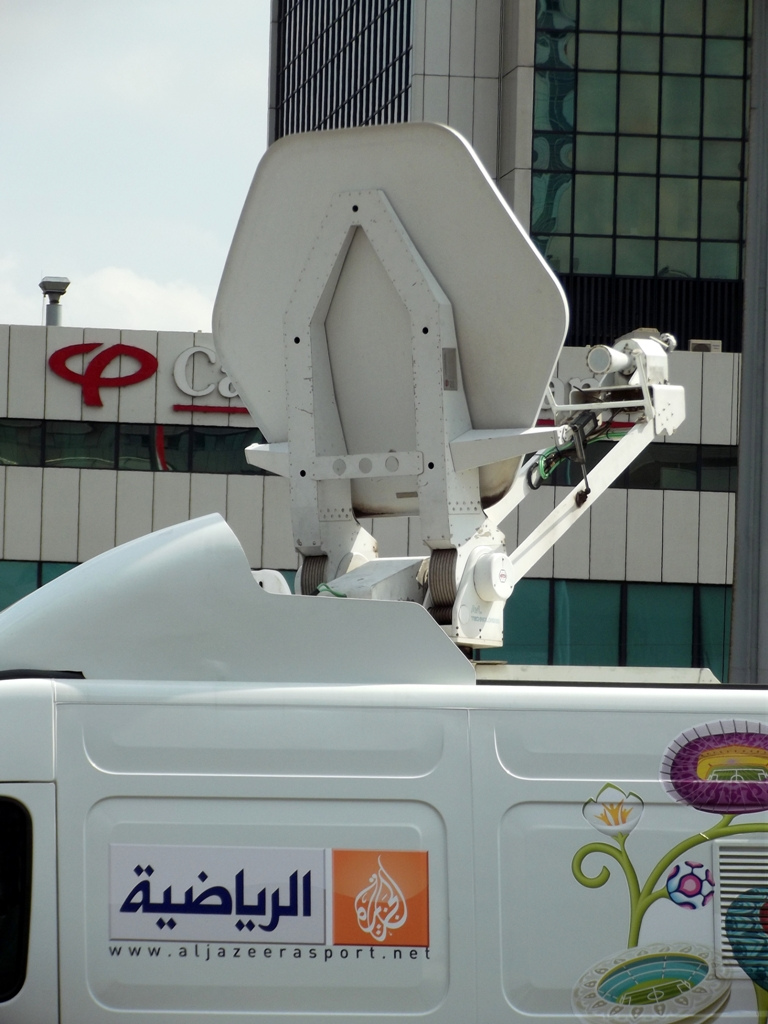
سيارة النقل التلفازي الخاصة بقناة الجزيرة الرياضية أثناء يورو 2012

## وصلات خارجية
- موقع قناة الجزيرة
- موقع قناة الجزيرة الإنجليزية
- موقع الجزيرة نت